# Lilian Forsgren
Lilian Marie Forsgren, född 2 februari 1990, är en svensk orienterare.
Forsgren springer för OK Tisaren, från Hallsberg-Kumla i Närke.
Forsgren har orienterat för svenska landslaget sedan 2010, och har bland annat tagit tre student-VM-guld samt ett EM-silver i stafett 2014.

### Fotnoter
1. 1 2  ”Lilian Forsgren”. Svenska Orienteringsförbundet. Arkiverad från originalet den 5 maj 2016. https://web.archive.org/web/20160505214219/http://www.svenskorientering.se/Grenar/Orientering/Landslaget/FaktaElitlopare/LilianForsgren/. Läst 13 mars 2015.